# Charles G. De Witt
Charles Gerrit De Witt (* 7. November 1789 in Greenhill, New York; † 12. April 1839 bei Newburgh, New York) war ein US-amerikanischer Jurist und Politiker. Zwischen 1829 und 1831 vertrat er den Bundesstaat New York im US-Repräsentantenhaus. Er war der Enkel von Charles DeWitt.

## Werdegang
Charles Gerrit De Witt wurde ungefähr sechs Jahre nach dem Ende des Unabhängigkeitskrieges in Greenhill geboren. Er studierte Jura. Nach dem Erhalt seiner Zulassung als Anwalt begann er zu praktizieren. Er war Clerk in Marineministerium und gab den Ulster Sentinel heraus. Politisch gehörte er der Jacksonian-Fraktion an.
Bei den Kongresswahlen des Jahres 1828 für den 21. Kongress wurde De Witt im siebten Wahlbezirk von New York in das US-Repräsentantenhaus in Washington, D.C. gewählt, wo er am 4. März 1829 die Nachfolge von George O. Belden antrat. Da er auf eine erneute Kandidatur im Jahr 1830 verzichtete, schied er nach dem 3. März 1831 aus dem Kongress aus.
Nach seiner Kongresszeit nahm er seine Tätigkeit als Anwalt wieder auf. Am 22. März 1831 ernannte ihn der Secretary of the Treasury Samuel D. Ingham zu einem von drei Commissioners of Insolvency für den Southern District of New York und am 29. Januar 1833 ernannte ihn Präsident Andrew Jackson zum diplomatischen Geschäftsträger (Chargé d’Affaires) in Mittelamerika. Im letzten Jahr seiner Mission begann die Zentralamerikanische Konföderation infolge von inneren Machtkämpfen und Bürgerkriegen auseinanderzubrechen, die sich bis 1841 erstreckten. De Witt gab Neujahr 1839 seinen Rücktritt bekannt. Er erkrankte auf der Rückfahr nach Kingston am Bord eines Hudson River Flussdampfers und verstarb am 12. April 1839 bei Newburgh. Sein Leichnam wurde dann auf dem Dutch Reformed Cemetery in Hurley beigesetzt.